# Mateusz Rzeźniczak
Mateusz Rzeźniczak (* 23. Juli 1998 in Łódź) ist ein polnischer Sprinter, der sich auf den 400-Meter-Lauf spezialisiert hat.

## Sportliche Laufbahn
Erste internationale Erfahrungen sammelte Mateusz Rzeźniczak im Jahr 2016, als er bei den U20-Weltmeisterschaften im heimischen Bydgoszcz mit der polnischen 4-mal-400-Meter-Staffel mit 3:09,42 min im Vorlauf ausschied. Im Jahr darauf gewann er dann bei den U23-Europameisterschaften in Grosseto in 3:09,32 min die Bronzemedaille mit der Staffel. 2018 startete er mit der Staffel bei den Europameisterschaften in Berlin und verhalf der Mannschaft zum Finaleinzug. 2019 wurde er bei den U23-Europameisterschaften im schwedischen Gävle in 3:07,37 min Vierter. Bei den World Athletics Relays 2021 im heimischen Chorzów verpasste er mit 3:17,92 min den Finaleinzug in der 4-mal-400-Meter-Staffel und anschließend klassierte er sich bei den Olympischen Sommerspielen in Tokio mit 2:58,46 min im Finale auf dem fünften Platz. 2022 belegte er bei den Hallenweltmeisterschaften in Belgrad in 3:07,81 min den vierten Platz. Im Juli gelangte er bei den Weltmeisterschaften in Eugene mit 3:02,51 min im Finale auf Rang neun und schied dann bei den Europameisterschaften in München mit 3:02,95 min in der Vorrunde aus.
2023 belegte er bei den World University Games in Chengdu in 45,82 s den fünften Platz im Einzelbewerb und gewann mit der 4-mal-400-Meter-Staffel in 3:05,10 min die Silbermedaille hinter dem türkischen Team. Im Jahr darauf gelangte er bei den Hallenweltmeisterschaften in Glasgow mit 3:08,00 min auf Rang fünf im Staffelbewerb.
2020 wurde Rzeźniczak polnischer Meister in der 4-mal-400-Meter-Staffel. Zudem wurde er 2024 Hallenmeister im 400-Meter-Lauf.

## Persönliche Bestzeiten
- 400 Meter: 45,82 s, 3. August 2023 in Chengdu
  - 400 Meter (Halle): 47,09 s, 17. Februar 2024 in Toruń